# Bugalagrande
Bugalagrande est une municipalité située dans le département de Valle del Cauca, en Colombie.